# Métronome (magistrat)
Les métronomes sont des magistrats commerciaux, désignés par tirage au sort, de la démocratie athénienne. Ils sont au nombre de 10 (5 pour Athènes, 5 pour le port du Pirée) et sont chargés de la surveillance des mesures et du poids.